# Галинсога мелкоцветковая
Галинсо́га мелкоцветко́вая, или Галинсо́га мелкоцве́тная, также Галинзога мелкоцветковая (лат. Galinsóga parviflóra), — травянистое растение, вид рода Галинсога семейства Сложноцветные (Compositae).
Опушённое однолетнее растение родом из Южной Америки, распространившееся по всем континентам. Часто встречается в нарушенных местообитаниях.

## Ботаническое описание

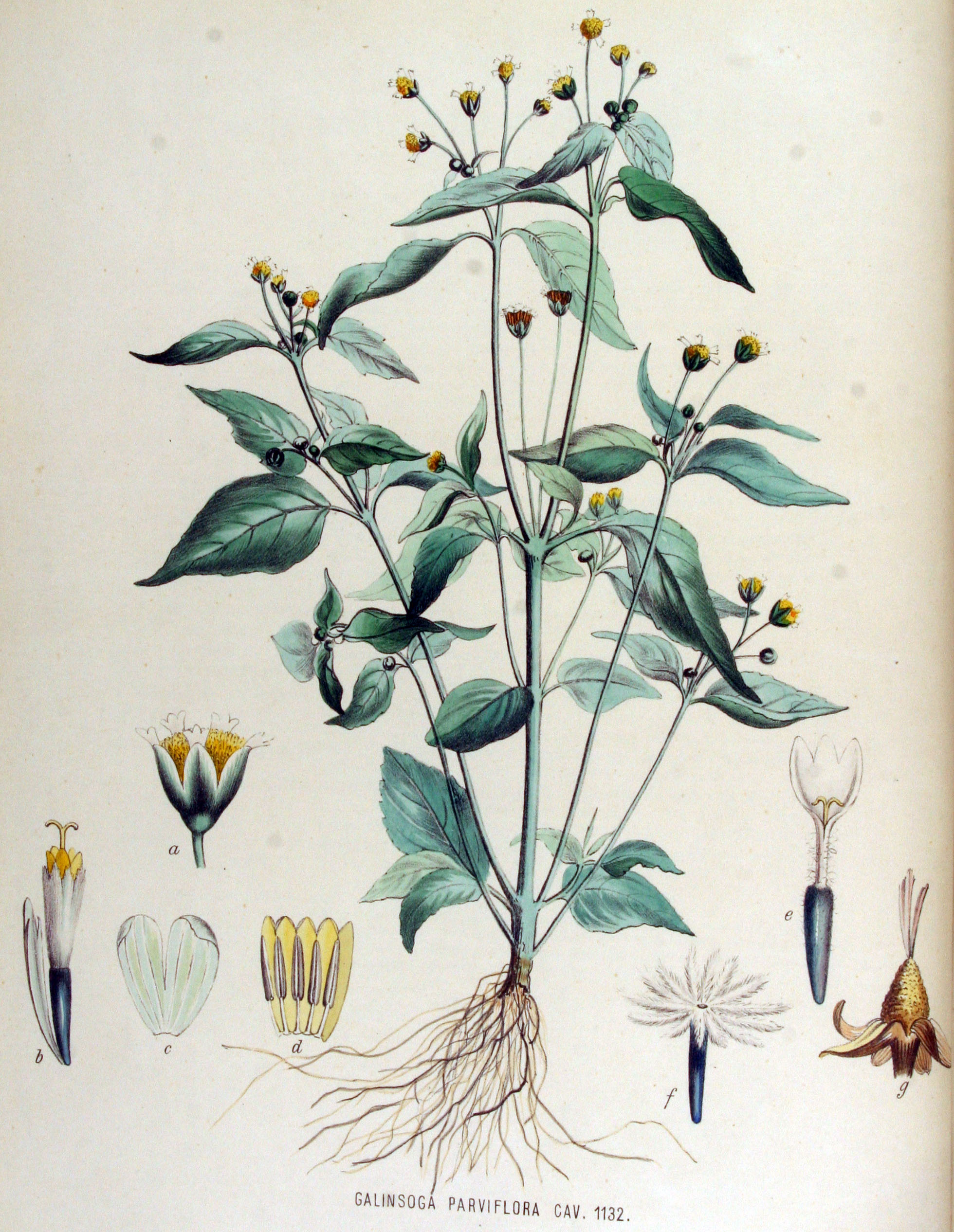

Однолетнее травянистое растение (4)10—50(60) см высотой. Стебель единственный, обыкновенно разветвлённый от основания, покрыт редкими, в верхней части — довольно обильными простыми прижатыми волосками, в верхней части иногда с примесью железистых волосков.
Листья супротивно расположенные, зелёные, яйцевидной формы, с расставленнозубчатым краем, на черешках, 1—11 см длиной и 0,5—7 см шириной.
Корзинки 3—5 мм в поперечнике, собранные в полузонтики, на неравных цветоножках. Обёртка колокольчатая, состоит из яйцевидных листочков. Краевые ложноязычковые цветки тускло-белые, обычно в числе 5, с язычком 0,5—1,8×0,7—1,5 мм. Трубчатые цветки в количестве 15—50, жёлтые.
Семянки 1—1,5 мм длиной, клиновидные, гранистые, тёмно-серые, покрытые прижатым опушением. Хохолок у краевых семянок из мелких щетинок, у срединных — плёнчатый.

## Распространение
Родина растения — Южная Америка, естественный ареал охватывает также Центральную Америку и южную часть Северной Америки. Растение завезено в умеренные регионы Евразии, Африки и Австралии.

### Таксономия[3]
Galinsoga parviflora Cav., 1798, Icon. iii. 41. t. 281.
Вид Галинсога мелкоцветковая относится к роду Галинсога семейства Астровые (Asteraceae) порядка Астроцветные (Asterales). Кладограмма в соответствии с Системой APG IV:
|  |                                      |  |                                   |                                   |                    |  | ещё 10 семейств | ещё 10 семейств |                          |  |  |  | еще 11 подтвержденных и 9 в статусе "непроверенных" видов и инфравидовых таксонов |
|  |                                      |  |                                   |                                   |                    |  | ещё 10 семейств | ещё 10 семейств |                          |  |  |  | еще 11 подтвержденных и 9 в статусе "непроверенных" видов и инфравидовых таксонов |
|  |                                      |  |                                   | порядок Астроцветные              |                    |  |                 |                 | род Галинсога            |  |  |  |                                                                                   |
|  |                                      |  |                                   | порядок Астроцветные              |                    |  |                 |                 | род Галинсога            |  |  |  |                                                                                   |
|  | отдел Цветковые, или Покрытосеменные |  |                                   |                                   | семейство Астровые |  |                 |                 | Галинсога мелкоцветковая |  |  |  |                                                                                   |
|  | отдел Цветковые, или Покрытосеменные |  |                                   |                                   | семейство Астровые |  |                 |                 |                          |  |  |  |                                                                                   |
|  |                                      |  | ещё 63 порядка цветковых растений | ещё 63 порядка цветковых растений |                    |  |                 | ещё 1804 рода   | ещё 1804 рода            |  |  |  |                                                                                   |
|  |                                      |  |                                   | ещё 63 порядка цветковых растений |                    |  |                 |                 | ещё 1804 рода            |  |  |  |                                                                                   |

### Синонимы
- Adventina parviflora  Raf.
- Baziasa microglossa  Steud.
- Galinsoga acmella  Steud.
- Galinsoga calva  Sch.Bip. ex Baker
- Galinsoga calva  Sch.Bip.
- Galinsoga hirsuta  Baker
- Galinsoga laciniata  Retz.
- Galinsoga laciniata  Retx.
- Galinsoga parviflora f. parceglandulosa  Thell.
- Galinsoga parviflora f. parviflora
- Galinsoga parviflora f. subeglandulosa  Thell.
- Galinsoga parviflora subsp. parviflora
- Galinsoga parviflora var. adenophora  Thell.
- Galinsoga parviflora var. parviflora  Cav.
- Galinsoga parviflora var. semicalva  A.Gray
- Galinsoga quinqueradiata  Ruiz & Pav.
- Galinsoga semicalva  H.St.John & D.White
- Galinsoga semicalva var. percalva  S.F.Blake
- Galinsoga semicalva var. semicalva
- Sabazia microglossa  DC.
- Sabazia microglossa var. microglossa
- Stemmatella sodiroi  Hieron.
- Vigolina acmella  Poir.